# دافور بلاجيفيتش
دافور بلاجيفيتش (بالسويدية: Davor Blazević) هو لاعب كرة قدم سويدي في مركز حراسة المرمى، ولد في 7 فبراير 1993 في السويد. شارك مع منتخب السويد تحت 17 سنة لكرة القدم ومنتخب السويد تحت 19 سنة لكرة القدم ومنتخب السويد تحت 21 سنة لكرة القدم. أما مع النوادي، فقد لعب مع نادي برومابويكارنا.

## وصلات خارجية
- دافور بلاجيفيتش على موقع اتحاد السويد (السويدية)
- دافور بلاجيفيتش على موقع قاعدة بيانات كرة القدم.إي يو (الإنجليزية)
- دافور بلاجيفيتش على موقع Soccerway.com (الإنجليزية)